# Irnfritz-Messern
Irnfritz-Messern là một thị trấn ở huyện Horn trong bang Niederösterreich, ở nước Áo. Đô thị này có diện tích 55,92 km², dân số năm 2001 là 1412 người.